# Луистон (Калифорнија)
Луистон (енгл. Lewiston) насељено је место без административног статуса у америчкој савезној држави Калифорнија.

## Демографија
По попису из 2010. године број становника је 1.193, што је 112 (-8,6%) становника мање него 2000. године.
| Група             | 2000.         | 2010.         |
| Белци             | 1.147 (87,9%) | 1.028 (86,2%) |
| Афроамериканци    | 3 (0,2%)      | 8 (0,7%)      |
| Азијати           | 9 (0,7%)      | 6 (0,5%)      |
| Хиспаноамериканци | 74 (5,7%)     | 78 (6,5%)     |
| Укупно            | 1.305         | 1.193         |